# Eupteryx vanduzei
Eupteryx vanduzei är en insektsart som beskrevs av David D. Gillette 1898. Eupteryx vanduzei ingår i släktet Eupteryx och familjen dvärgstritar. Inga underarter finns listade i Catalogue of Life.